# Międzynarodowy Festiwal Muzyki Gospel Camp Meeting
Międzynarodowy Festiwal Muzyki Gospel Camp Meeting odbywa się co roku w sierpniu w miejscowości Osiek w województwie pomorskim.
W 2012 roku festiwal i warsztaty odbędą się po raz pierwszy w pobliskim Gniewie - w dniach 15-19 sierpnia.

## Formuła festiwalu
Misją Festiwalu jest popularyzacja i rozwój muzyki chrześcijańskiej ze szczególnym uwzględnieniem muzyki gospel.
Corocznie w ramach Festiwalu odbywają się:
- Konkurs chórów
- Koncerty z udziałem gwiazd muzyki gospel (i nie tylko gospel)
- Warsztaty muzyczno-wokalne

## Historia
Pierwsza edycja Festiwalu miała miejsce w 1997 roku. Pomysłodawcą i twórcą przedsięwzięcia był proboszcz parafii pw.św. Rocha w Osieku ks. dr Zdzisław Ossowski. W latach 1997–1999 organizacją zajmowały się wspólnie parafia pw. św. Rocha oraz Wojewódzki Ośrodek Kultury w Krakowie. W tym czasie koncerty festiwalowe odbywały się pod egidą Festiwalu Muzyki Country Ciemnogród, organizowanego w Osieku przez Wojciecha Cejrowskiego.
Od roku 2000 organizatorem Festiwalu jest Stowarzyszenie Miłośników Muzyki Chrześcijańskiej Gospel z siedzibą w Osieku.
Obecnie zasięg imprezy nie ogranicza się do jednej miejscowości - festiwalowe koncerty odbywają się również w Gdańsku, Malborku, Gniewie i Świecku.

## Edycje

### 1997 - I edycja
Konkurs chórów – laureaci:
- Grand Prix - zespół Non Serio z Gdańska, pod dyrekcją Beaty Pawlak
- II nagroda – chór Klaster z Gorzowa Wielkopolskiego
- III nagroda równolegle: De Lisle School(inne języki) z Loughborough (Zjednoczone Królestwo), The Voice z Ostrołęki oraz parafialny Chór Mieszany Najświętszej Maryi Panny z Polkowic.

Warsztaty teoretyczne – cykl wykładów o historii muzyki gospel. Prowadzący - Roman Michalin.
Koncerty:
Ewa Uryga z zespołem, Stanisław Sojka, Violetta Villas, The Willows Revival Singers, Janusz Cedro, Ryczące dwudziestki, Fair Play, Liga, Fiat Singers, Bryza Jazz Band, Spirituals Singers Band, Marek Bałata.

### 1998 - II edycja
Konkurs chórów – udział wzięło 5 zespołów. 
Warsztaty teoretyczne
Koncerty:
Ewa Uryga, Mieczysław Szcześniak, Marek Bałata, Janusz Cedro, Tomasz Żółtko.

### 1999 - III edycja
Konkurs chórów – laureaci:
- nagroda równorzędna: Zespół kameralny Miriam z Polkowic oraz Art Pi Gospel Choir z Krakowa

Warsztaty wokalno-muzyczne – po raz pierwszy odbyły się warsztaty wokalno-muzyczne. Instruktor - Włodzimierz Szamański.
Koncerty:
Ewa Uryga, Janusz Cedro, zespół Teofil, Marta Siczek & The Company, Marek Bałata, Tadeusz Leśniak, Dorota Boczkowska, zespół Camerata, The Willows Revival Singers, Big Band Boom, Beata Bednarz, Jerzy Michał Bożyk oraz Riverboard Ramblers.

### 2000 - IV edycja
Konkurs chórów – laureaci:
- I miejsce – Chór Kameralny Akademii Rolniczej w Szczecinie
- II nagroda – nie przyznano
- III nagroda – Art Pi Gospel Choir
- wyróżnienie - grupa wokalna Klaster

Warsztaty wokalno-muzyczne – instruktorzy: Ruth Lynch z Londynu - czarnoskóra wokalistka i instruktorka chórów gospel, oraz Peter Steinvig z Danii
Koncerty:
Ewa Uryga, Grażyna Łobaszewska, Jackson Singers z USA, Marek Bałata, Spirituals Singers Band, Tadeusz Leśniak, Beale Street Band, Kefas Gospel Choir, Ryczące Dwudziestki i The Willows Revival Singers. 

### 2001 - V edycja
Konkurs chórów – laureaci:
- I miejsce – Przemyski Chór Gospel
- II nagroda – Sond of gospel z Danii
- III nagroda – Policki Chór Postscriptum

Warsztaty wokalno-muzyczne – instruktorzy: Ruth Lynch i Peter Steinvig
Koncerty:
Missa Gospel's Włodzimierza Szomańskiego, Siona Neale z Kanady, Janina Harrington z USA, Sherlyn Whittiker z USA, Ewa Uryga z Przemyskim Chórem Gospel, Gospel Rain, Spirituals Singers Band, The Willows Revival Singers, Marek Bałata, Tadeusz Leśniak, Ricerboat Ramblers z Ukrainy, Ryczące Dwudziestki.

### 2002 - VI edycja
Konkurs chórów – laureaci:
- I miejsce – Schola Cantorum Gospel Choir
- II nagroda – Ogólnopolskiego Chór Et InTerra
- III nagroda – Chór Akademii Techniczno-Rolniczej z Bydgoszczy
- wyróżnienie - Chór Kameralnego Akademii Rolniczej ze Szczecina

Warsztaty wokalno-muzyczne – instruktorzy: Ruth Lynch i Peter Steinvig
Koncerty:
Krystyna Prońko, Janice Harrington i Jazz Band Ball Orchestra, Sherlyn Whittker, Ruth Lynch, Ewa Uryga, Marek Bałata, The Willows Revival Singers.

### 2003 - VII edycja
Konkurs chórów – laureaci:
- I miejsce – Gospel Sunrise z Wrocławia
- II nagroda – Opole Gospel Choir
- III nagroda – Młodzieżowy Chór Juventus z Tczewa

Warsztaty wokalno-muzyczne – instruktor: Clive Brown z Londynu
Koncerty:
Mieczysław Szcześniak z chórem Trzecia Godzina Dnia, Mfa Kera i Black Haritage z USA, Ewa Uryga w duecie z Ruth Lynch, Clive Brown i jego zespół The Shekinah Singers, Marek Bałata z zespołem, Julita Starbala, Schola Cantorum Gospel Choir.

### 2004 - VIII edycja
Konkurs chórów – laureaci:
- I miejsce – Bassanda
- II nagroda – Bełchatów Gospel Singers
- III nagroda – Młodzieżowy Chór Juventus z Tczewa

Warsztaty wokalno-muzyczne – instruktorzy: Ruth Lynch, Peter Steinvig, Clive Brown, Volney Morgan
Koncerty: Edyta Geppert, Janice Harrington, Clive Brown i jego zespół The Shekinah Singers, Ewa Uryga, Marek Bałata, Opole Gospel Choir, Pop-oratorium Miłosierdzie Boże Zbigniewa Małkowicza, Agnieszka Fatyga, Tadeusz Leśniak.

### 2005 - IX edycja
Konkurs chórów – laureaci:
- Grand Prix - Bełchatowski Chór Gospel
- I miejsce – Tribe of Alma z Warszawy
- II nagroda – Młodzieżowy chór Harfa z Kwidzyna
- III nagroda – John Henny's Cool Band z Kutna

Warsztaty wokalno-muzyczne – instruktorzy: Ruth Lynch, Peter Steinvig, Vernetta Meade Lynch, Ayo Oyerinde
Warsztaty teoretyczne – sens i interpretacja gospelowych pieśni - ks.dr Roman Tkacz
Koncerty: Oslo Gospel Choir, The Peoples Christian Fellowship Choir z Londynu, Emma Nichols, Mieczysław Szcześniak, Trzecia Godzina Dnia, Marek Bałata, Lumen.

### 2006 - X edycja
Konkurs chórów – laureaci:
- I miejsce – Schola Cantorum z Potrzeby Serc z Bełchatowa
- II nagroda – Gdański Chór Gospel
- III nagroda – Asante z Warszawy (Magdalena Supeł - voc, Zdzisław Kalinowski - p, Adam Gordon - bg, Grzegorz Stańczyk - g, Marek Jusiński - dr, Paulina Pol - voc, Małgorzata Badowska - voc, Aleksandra Olszańska - voc)
- wyróżnienia: Gdański Chór Gospel, muzycy zespołu Light of Love, Sebastian Kuchcik, Joanna Klekowiecka.

Warsztaty wokalno-muzyczne – instruktorzy: Ruth Lynch, Karen Gibson, Emmanuel Waldron, Lars Jochimsen 
Koncerty: Skaldowie, A Plane Voix z Martyniki, The London Community Gospel Choir, The Kingdom Gospel Choir, Emma Nichols i Thomas Easley, The Willows Revival Singers, Kraków Gospel Choir

### 2007 - XI edycja
Konkurs chórów – laureaci:
- I miejsce – Gospel Joy z Poznania
- II nagroda – The Longfield Gospel Choir z Wiednia
- III nagroda – Młodzieżowy chór Harfa z Kwidzyna
- wyróżnienia: Zespół Wokalny Soul z Sanoka, Młodzieżowy Chóru Harfa z Kwidzyna

Warsztaty wokalno-muzyczne – instruktorzy: Ruth Waldron, Peter Steinving, Karen Gibson, Emmanuel Waldron
Koncerty: Maryla Rodowicz z Młodzieżowym Chórem Juventus oraz Gdańskim Chórem Gospel, Przemyski Chór Gospel, Harriet Lewis z Jazz Band Ball Orchestra, Clive Brown & The Shekinah Singers, Highly Favored Music, Gospel Rain.